# Pohřebiště uherských panovníků

Znak Uheského království

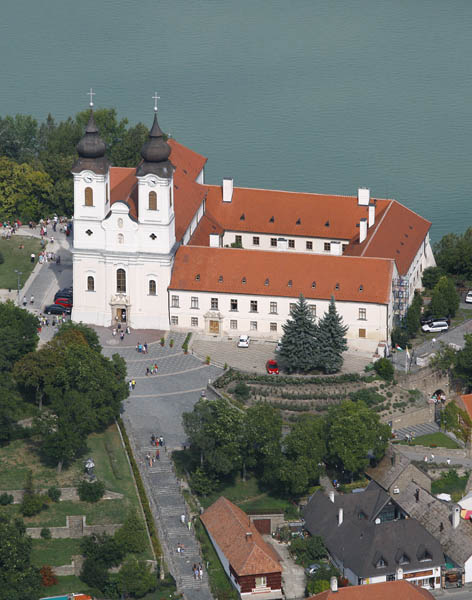
Klášter Tiháň

Toto je seznam pohřebišť uherských (maďarských) panovníků samostatného Uherského království, které existovalo v letech 1000 až 1526, poté v personální unii s Rakouským arcivévodstvím. Většina uherských králů byla pohřbena v dnes již neexistující bazilice Nanebevzetí Panny Marie ve Stoličném Bělehradě, nebo v katedrále Nanebevzetí Panny Marie ve Velkém Varadíně (dnešní město Oradea v Rumunsku). Obě pohřebiště byla zničena Turky.

## Seznam
| Jméno                                         | Doba života    | Místo pohřbení                                                                                               |
| --------------------------------------------- | -------------- | --- |
| Ondřej I.                                     | 1015–1060      | Benediktinské opatství Tihany                                                                                |
| Anastázie Kyjevská                            | 1021–1096      | Benediktinské opatství Tihany                                                                                |
| Béla I.                                       | 1015–1063      | Opatství Szekszárd                                                                                           |
| Ryksa Polská                                  | 1015–1052      | ? |
| Tuta z Formbachu                              | 1037– asi 1100 | ? |
| Šalamoun I.                                   | 1053–1087      | Mariánská katedrála v Pule, Chorvatsko                                                                       |
| Judita Uherská                                | 1054–1092/96   | ? |
| Gejza I.                                      | 1048–1077      | Katedrála ve Vácu                                                                                            |
| Žofie Uherská                                 | ?–1065         | ? |
| Synadene Byzantská                            | ?–1077         | ? |
| Ladislav I. Svatý                             | 1048–1095      | Stará katedrála ve Velkém Varadíně                                                                           |
| Adléta Švábská                                | ?–1079         | ? |
| Koloman I.                                    | 1070–1116      | Bazilika Nanebevzetí Panny Marie ve Stoličném Bělehradě                                                      |
| Felicie Sicilská                              | ?–1102         | Bazilika ve Stoličném Bělehradě                                                                              |
| Eufémie Kyjevská                              | ?–1139         | ? |
| Štěpán II.                                    | 1101–1131      | Klášter Váradelőhegy ve Velkém Varadíně                                                                      |
| Kristiana z Capuy                             | ?–?            | ? |
| Adéla z Riedenburku                           | ?–?            | ? |
| Béla II.                                      | 1110–1141      | Bazilika ve Stoličném Bělehradě                                                                              |
| Helena Srbská                                 | 1109–1146      | Bazilika ve Stoličném Bělehradě                                                                              |
| Gejza II.                                     | 1130–1162      | Bazilika ve Stoličném Bělehradě                                                                              |
| Eufrozina Kyjevská                            | 1130–1186      | ? |
| Štěpán III.                                   | 1147–1172      | Ostřihomská katedrála Nanebevzetí Panny Marie a svatého Vojtěcha                                             |
| Anežka Rakouská                               | 1154–1182      | Krypta pod Skotským kostelem ve Vídni                                                                        |
| Ladislav II.                                  | 1131–1163      | Bazilika ve Stoličném Bělehradě                                                                              |
| Judita Piastovna                              | ?–?            | ? |
| Štěpán IV.                                    | 1133–1165      | Bazilika ve Stoličném Bělehradě                                                                              |
| Marie Byzantská                               | 1144–1190      | ? |
| Béla III.                                     | 1148–1196      | Původně v bazilice ve Stoličném Bělehradě, poté v kostele svatého Matouše v Budapešti                        |
| Anežka ze Châtillonu                          | ?–1184         | Původně v bazilice ve Stoličném Bělehradě, poté v kostele svatého Matouše v Budapešti                        |
| Markéta Francouzská                           | 1158–1197      | Kostel v Týru                                                                                                |
| Emerich                                       | 1174–1204      | Egerská katedrála                                                                                            |
| Konstancie Aragonská                          | 1179–1222      | Katedrála v Palermu                                                                                          |
| Ladislav III.                                 | 1199–1205      | Bazilika ve Stoličném Bělehradě                                                                              |
| Ondřej II.                                    | 1177–1235      | Cisterciácký klášter Igriș, Rumunsko                                                                         |
| Gertruda Meranská                             | 1185–1213      | Klášter Piliš                                                                                                |
| Jolanda z Courtenay                           | 1194–1233      | Cisterciácký klášter Igriș, Rumunsko                                                                         |
| Beatrix z Este                                | 1215–1245      | ? |
| Béla IV.                                      | 1206–1270      | Ostřihomská katedrála                                                                                        |
| Marie Laskaris Nikajská                       | 1206–1270      | Ostřihomská katedrála                                                                                        |
| Štěpán V.                                     | 1240–1272      | Dominikánský klášter na Čepelském ostrově v Budapešti                                                        |
| Alžběta Kumánská                              | 1240–1295      | Dominikánský klášter Čepelském ostrově v Budapešti                                                           |
| Ladislav IV.                                  | 1262–1290      | Katedrála v Čanádu                                                                                           |
| Isabela z Anjou                               | 1261–1290      | ? |
| Ondřej III.                                   | 1265–1301      | Bazilika ve Stoličném Bělehradě                                                                              |
| Fenena Kujavská                               | 1276–1295      | Kostel na hradě Varad ve Varaždíně [zdroj?]                                                                  |
| Anežka Rakouská                               | 1281–1364      | Původně Králova Pole, poté Svatý Blažej, nakonec v kostele kláštera svatého Pavla v Labotském údolí          |
| Ladislav V. (český král Václav III.)          | 1289–1306      | olomoucké katedrále svatého Václava, poté v cisterciáckém klášteře Zbraslav (nyní Zbraslavský zámek) v Praze |
| Viola Těšínská                                | 1290–1317      | Vyšebrodský klášter                                                                                          |
| Béla V.                                       | 1261–1312      | Klášter Seligenthal                                                                                          |
| Kateřina Rakouská                             | 1256–1282      | klášter Seligenthal                                                                                          |
| Karel I. Robert                               | 1288–1342      | Bazilika ve Stoličném Bělehradě                                                                              |
| Marie Bytomská                                | ?–1315         | Bazilika ve Stoličném Bělehradě                                                                              |
| Beatrix Lucemburská                           | 1305–1319      | Katedrála v Varaždín, Chorvatsko                                                                             |
| Alžběta Polská                                | 1305–1380      | Klášter klarisek v Budapešti                                                                                 |
| Ludvík I.                                     | 1326–1382      | Bazilika ve Stoličném Bělehradě                                                                              |
| Markéta Lucemburská                           | 1335–1349      | Bazilika ve Stoličném Bělehradě                                                                              |
| Alžběta Bosenská                              | 1340–1387      | Kostel svatého Chrysogona v Zadaru                                                                           |
| Marie Uherská                                 | 1370–1395      | Stará katedrála Panny Marie ve Velkém Varadíně                                                               |
| Zikmund Lucemburský (císař Svaté říše římské) | 1368–1437      | Stará katedrála Panny Marie ve Velkém Varadíně                                                               |
| Barbora Celjská                               | 1390–1451      | Martinická kaple chrámu svatého Víta v Praze                                                                 |
| Karel II.                                     | 1345–1386      | Kostel svatého Ondřeje ve Visegrádu                                                                          |
| Markéta z Durazza                             | 1347–1412      | Katedrála v Salernu                                                                                          |
| Albrecht II. Habsburský                       | 1307–1439      | Bazilika ve Stoličném Bělehradě                                                                              |
| Alžběta Lucemburská                           | 1409–1442      | Bazilika ve Stoličném Bělehradě                                                                              |
| Ladislav Pohrobek                             | 1440–1457      | Knížecí hrobka v katedrále svatého Víta v Praze                                                              |
| Matyáš Korvín                                 | 1443–1490      | Bazilika ve Stoličném Bělehradě                                                                              |
| Kateřina z Poděbrad                           | 1449–1464      | Kostel svatého Zikmunda v Budapešti                                                                          |
| Beatrix Aragonská                             | 1457–1508      | Klášter S. Pietro v Neapoli                                                                                  |
| Vladislav Jagellonský                         | 1456–1516      | Bazilika ve Stoličném Bělehradě                                                                              |
| Barbora Braniborská                           | 1464–1515      | Klášter Heilsbronn                                                                                           |
| Beatrix Aragonská                             | 1457–1508      | Klášter S. Pietro v Neapoli                                                                                  |
| Anna z Foix                                   | 1469–1506      | Bazilika ve Stoličném Bělehradě                                                                              |
| Ludvík Jagellonský                            | 1506–1526      | Bazilika ve Stoličném Bělehradě                                                                              |
| Marie Rakouská                                | 1505–1558      | 9. kaple Panteonu infantů v klášteře svatého Vavřince v Escorialu                                            |